# Lạc Viên
Lạc Viên là một phường thuộc quận Ngô Quyền, thành phố Hải Phòng, Việt Nam.

## Địa lý
Phường Lạc Viên có diện tích 0,37 km², dân số năm 2022 là 12.309 người, mật độ dân số đạt 33.267 người/km².

## Lịch sử
Ngày 15 tháng 1 năm 1981, UBND TP. Hải Phòng ban hành Quyết định số 83/QĐ-UBND về việc thành lập phường Lạc Viên thuộc quận Ngô Quyền.
Ngày 20 tháng 7 năm 2022, HĐND TP. Hải Phòng ban hành Nghị quyết số 26/NQ-HĐND về việc:
- Sáp nhập tổ dân phố số 2 vào tổ dân phố số 1.
- Thành lập tổ dân phố số 2 trên cơ sở 3 tổ dân phố: số 3, số 4, số 5.
- Thành lập tổ dân phố số 3 trên cơ sở 3 tổ dân phố: số 6, số 7, số 8.